# پرت اند ویتنی کانادا
پِرَت اند ویتنی کانادا (اختصاری PWC یا P&WC) یک شرکت کانادایی تولیدکنندهٔ موتور هواگرد است. مرکز این شرکت در لونگوی استان کبک قرار دارد. این شرکت زیرمجموعهٔ شرکت بزرگتر آمریکایی پرت اند ویتنی (P&W) است که خود جزئی از یونایتد تکنولوژی می‌باشد. پِرَت اند ویتنی کانادا تولید موتورهای هواگرد کوچک و پِرَت اند ویتنی آمریکا توسعه و تولید موتورهای بزرگتر را بر عهده دارد. با وجود اینکه پِرَت اند ویتنی کانادا زیرمجموعهٔ پِرَت اند ویتنی است اما تحقیق و توسعه و بازاریابی خود را به‌طور مستقل انجام می‌دهد.

## ناوگان
پِرَت اند ویتنی کانادا از هواگردهای زیر برای آزمایش موتورهای جدید خود استفاده می‌کند (تا مارس ۲۰۱۴):
- بوئینگ ۷۴۷اس‌پی: دو فروند
- Dornier 328jet : یک فروند
- سسنا سایتیشن فمیلی: یک فروند